# 黎國耄
黎国耄（?—?），又作黎國耆、黎国髦，越南陈朝外戚、大臣。

## 先世
黎国耄先祖为中国浙江人胡興逸，在五代十国后汉时来到安南，十二代孙胡廉做了宣尉黎训的义子，改姓黎姓。黎国耄是胡廉的孙子，母親朱氏。

## 生平
黎国耄的姐妹明慈皇太妃和惇慈皇太妃都是陈明宗的后宫，明慈皇太妃生陈宪宗、陈艺宗，惇慈皇太妃生陈睿宗。黎国耄在陈朝官至经略使。

## 家庭
黎国耄的母亲为朱氏，妻子为花氏（又作范氏）。生子黎季犛、黎季貔。